# Джо Гілфорд
Джо Пол Гілфорд (англ. Joy Paul Guilford) — (1897–1987) — американський психолог, професор багатьох американських університетів.
Гілфорд займався дослідженнями інтелекту в областях пам'яті, мислення, уваги (концентрації уваги), творчості і темпераменту. Розвиваючи ідеї Л. Л. Терстоуна, Гілфорд відкидав погляди на інтелект Ч. Спірмена. Широко відомий як автор моделі структури інтелекту. В 1950 році займав посаду президента Американської психологічної асоціації.

## Наукові публікації
- «Creativity» (журнал «American Psychologist», випуск 15, ст. 444—454, 1950 рік)
- «The Nature of Human Intelligence» (1967)
- «The Analysis of Intelligence» (сумісно з Р. Хопфнером, 1971)